# Grand Prix Niemiec 1932
Grand Prix Niemiec 1932 (oryg. VI Großer Preis von Deutschland) – jeden z wyścigów Grand Prix rozegranych w 1932 roku oraz trzecia runda Mistrzostw Europy AIACR.

## Lista startowa

### Grupa 1
Na niebieskim tle kierowcy, którzy nie byli zgłoszeni (lub byli kierowcami rezerwowymi), lecz współdzielili samochód w czasie wyścigu
| Nr | Kierowca            | Zespół                    | Samochód             | Silnik                |   |
| -- | ------------------- | ------------------------- | -------------------- | --------------------- | - |
| 2  | Rudolf Caracciola   | SA Alfa Romeo             | Alfa Romeo Tipo B/P3 | Alfa Romeo 2.6 S-8    | ? |
| 4  | Hans Stuck          | Wilhelm Merck             | Mercedes-Benz SSKL   | Mercedes-Benz 7.1 S-6 | ? |
| 8  | Marcel Lehoux       | prywatny                  | Bugatti T51          | Bugatti 2.3 S-8       | ? |
| 10 | Tazio Nuvolari      | SA Alfa Romeo             | Alfa Romeo Tipo B/P3 | Alfa Romeo 2.6 S-8    | ? |
| 12 | Baconin Borzacchini | SA Alfa Romeo             | Alfa Romeo Tipo B/P3 | Alfa Romeo 2.6 S-8    | ? |
| 16 | Hans Lewy           | Pilesi Racing Team        | Bugatti T51          | Bugatti 2.3 S-8       | ? |
| 16 | Paul Pietsch        | Pilesi Racing Team        | Bugatti T51          | Bugatti 2.3 S-8       | ? |
| 18 | Louis Chiron        | Automobiles E. Bugatti    | Bugatti T51          | Bugatti 2.3 S-8       | ? |
| 20 | Achille Varzi       | Automobiles E. Bugatti    | Bugatti T51          | Bugatti 2.3 S-8       | ? |
| 24 | László Hartmann     | prywatny                  | Bugatti T35B         | Bugatti 2.3 S-8       | ? |
| 26 | Amedeo Ruggeri      | Officine Alfieri Maserati | Maserati 8C 3000     | Maserati 3.0 S-8      | ? |
| 30 | Paul Pietsch        | Pilesi Racing Team        | Bugatti T35B         | Bugatti 2.3 S-8       | ? |
| 32 | René Dreyfus        | prywatny                  | Bugatti T51          | Bugatti 2.3 S-8       | ? |
| Nr | Kierowca            | Zespół                    | Samochód             | Silnik                |   |

### Grupa 2 (800-1500 cm3)
Na niebieskim tle kierowcy, którzy nie byli zgłoszeni (lub byli kierowcami rezerwowymi), lecz współdzielili samochód w czasie wyścigu
| Nr | Kierowca                 | Zespół                    | Samochód          | Silnik             |   |
| -- | ------------------------ | ------------------------- | ----------------- | ------------------ | - |
| 36 | Earl Howe                | Earl Howe                 | Delage 15S8       | Delage 1.5 S-8     | ? |
| 38 | Archi Fane               | prywatny                  | Frazer-Nash       | Frazer-Nash        | ? |
| 40 | Willi Seibel             | prywatny                  | Bugatti T37A      | Bugatti 1.5 S-4    | ? |
| 42 | Hans Simons              | Pilesi Racing Team        | Bugatti T37A      | Bugatti 1.5 S-4    | ? |
| 44 | Eric Siday               | Frazer-Nash               | Frazer-Nash       | Frazer-Nash        | ? |
| 46 | Henry Täuber             | prywatny                  | Alfa Romeo 6C1500 | Alfa Romeo 1.5 S-6 | ? |
| 50 | László Hartmann          | prywatny                  | Bugatti T37A      | Bugatti 1.5 S-4    | ? |
| 52 | Carl Wagner              | prywatny                  | Bugatti T37A      | Bugatti 1.5 S-4    | ? |
| 56 | Anne-Cecile Rose-Itier   | prywatny                  | Bugatti T37A      | Bugatti 1.5 S-4    | ? |
| 58 | Ernesto Maserati         | Officine Alfieri Maserati | Maserati 4CM      | Maserati 1.1 S-4   | ? |
| 58 | Amedeo Ruggeri           | Officine Alfieri Maserati | Maserati 4CM      | Maserati 1.1 S-4   | ? |
| 60 | Stefan Gyulai            | prywatny                  | Alfa Romeo 6C1500 | Alfa Romeo 1.5 S-6 | ? |
| 62 | José Scaron              | prywatny                  | Amilcar MC0       | Amilcar 1.3 S-6    | ? |
| 66 | Joseph Zigrand           | prywatny                  | Bugatti T37A      | Bugatti 1.5 S-4    | ? |
| 70 | Pierre Félix             | Armand Girod              | FG Lombard        | FG Lombard 1.1 S-4 | ? |
| 74 | Ernst Günther Burggaller | prywatny                  | Bugatti T51A      | Bugatti 1.5 S-8    | ? |
| Nr | Kierowca                 | Zespół                    | Samochód          | Silnik             |   |

### Grupa 3 (350-800 cm3)
| Nr | Kierowca              | Zespół         | Samochód     | Silnik         |   |
| -- | --------------------- | -------------- | ------------ | -------------- | - |
| 76 | Gerhard Macher        | prywatny       | DKW Eigenbau | DKW .78 S-2    | ? |
| 78 | Hugo Urban-Emmerich   | prywatny       | MG Type C    | MG .75 S-4     | ? |
| 80 | Marquis de Belleroche | prywatny       | Austin       | Austin .75 S-6 | ? |
| 82 | Walter Bäumer         | prywatny       | Austin       | Austin .75 S-4 | ? |
| 84 | Hugh Hamilton         | Captain Noakes | MG Type C    | MG .75 S-4     | ? |
| 86 | Fritz Hedderich       | prywatny       | BMW Wartburg | BMW .75 S-4    | ? |
| 88 | Bobby Kohlrausch      | prywatny       | BMW Wartburg | BMW .75 S-4    | ? |
| Nr | Kierowca              | Zespół         | Samochód     | Silnik         |   |

## Wyniki

### Grupa 1

#### Wyścig
Źródło: kolumbus.fi
| P                                                     | + / –     | Nr | Kierowca               | Konstruktor   | Okr. | Czas / Strata        | Komentarz              |
| ----------------------------------------------------- | --------- | -- | ---------------------- | ------------- | ---- | -------------------- | ---------------------- |
| 1                                                     | Bez zmian | 2  | Rudolf Caracciola      | Alfa Romeo    | 25   | 4h47:22,8            |                        |
| 2                                                     | 1         | 10 | Tazio Nuvolari         | Alfa Romeo    | 25   | +0:31,0              |                        |
| 3                                                     | 1         | 12 | Baconin Borzacchini    | Alfa Romeo    | 25   | +7:10,2              |                        |
| 4                                                     | 5         | 32 | René Dreyfus           | Bugatti       | 25   | +13:42,2             |                        |
| Niesklasyfikowani                                     |           |    |                        |               |      |                      |                        |
|                                                       |           | 18 | Louis Chiron           | Bugatti       | 6    | Tylna oś             |                        |
|                                                       |           | 16 | Hans Lewy Paul Pietsch | Bugatti       | 5    | Wypadek              | Samochód współdzielony |
|                                                       |           | 8  | Marcel Lehoux          | Bugatti       | 3    | Tylna oś             |                        |
|                                                       |           | 26 | Amedeo Ruggeri         | Maserati      | 2    | Silnik               |                        |
|                                                       |           | 30 | Paul Pietsch           | Bugatti       | 1    | Radiator             |                        |
| Nie wystartowali / niedopuszczeni do ponownego startu |           |    |                        |               |      |                      |                        |
|                                                       |           | 4  | Hans Stuck             | Mercedes-Benz |      |                      |                        |
|                                                       |           | 20 | Achille Varzi          | Bugatti       |      | Kontuzja oka         |                        |
|                                                       |           | 24 | László Hartmann        | Bugatti       |      | Startował w grupie 2 |                        |
|                                                       |           | ?  | Albert Divo            | Bugatti       |      |                      |                        |
| P                                                     | + / –     | Nr | Kierowca               | Konstruktor   | Okr. | Czas / Strata        | Komentarz              |

#### Najszybsze okrążenie
Źródło: teamdan.com
| Nr | Kierowca       | Konstruktor | Czas    | Okr. |
| -- | -------------- | ----------- | ------- | ---- |
| 10 | Tazio Nuvolari | Alfa Romeo  | 10:49,4 |      |

### Grupa 2 (800-1500 cm3)

#### Wyścig
Źródło: kolumbus.fi
| P                 | + / – | Nr | Kierowca                        | Konstruktor | Okr. | Czas / Strata           | Komentarz              |
| ----------------- | ----- | -- | ------------------------------- | ----------- | ---- | ----------------------- | ---------------------- |
| 1                 | 5     | 46 | Henry Täuber                    | Alfa Romeo  | 23   | 4h54:46,8               |                        |
| 2                 | 5     | 50 | László Hartmann                 | Bugatti     | 23   | +12:15,6                |                        |
| 3                 | 7     | 58 | Ernesto Maserati Amedeo Ruggeri | Maserati    | 23   | +19:59,2                | Samochód współdzielony |
| 4                 | 3     | 36 | Earl Howe                       | Delage      | 23   | +20:17,0                |                        |
| 5                 | 3     | 52 | Carl Wagner                     | Bugatti     | 23   | +21:58,0                |                        |
| 6                 | 7     | 66 | Joseph Zigrand                  | Bugatti     | 23   | +22:50,6                |                        |
| 7                 | 5     | 62 | José Scaron                     | Amilcar     | 23   | +25:29,2                |                        |
| 8                 | 5     | 40 | Willi Seibel                    | Bugatti     | 23   | +26:45,4                |                        |
| 9                 | 5     | 42 | Hans Simons                     | Bugatti     | 23   | +34:14,8                |                        |
| 10                | 1     | 56 | Anne-Cecile Rose-Itier          | Bugatti     | 23   | +39:05,2                |                        |
| Niesklasyfikowani |       |    |                                 |             |      |                         |                        |
|                   |       | 70 | Pierre Félix                    | FG Lombard  | 17   |                         |                        |
|                   |       | 60 | Stefan Gyulai                   | Alfa Romeo  | 13   | Uszkodzony blok silnika |                        |
|                   |       | 44 | Eric Siday                      | Frazer-Nash | 12   | Ciśnienie paliwa        |                        |
|                   |       | 38 | Archi Fane                      | Frazer-Nash | 10   | Silnik                  |                        |
|                   |       | 74 | Ernst Günther Burggaller        | Bugatti     | 4    | Złamana oś              |                        |
| P                 | + / – | Nr | Kierowca                        | Konstruktor | Okr. | Czas / Strata           | Komentarz              |

#### Najszybsze okrążenie
Źródło: teamdan.com
| Nr | Kierowca     | Konstruktor | Czas    | Okr. |
| -- | ------------ | ----------- | ------- | ---- |
| 46 | Henri Täuber | Alfa Romeo  | 12:21,8 |      |

### Grupa 3 (350-800 cm3)

#### Wyścig
Źródło: kolumbus.fi
| P                 | + / – | Nr | Kierowca              | Konstruktor | Okr. | Czas / Strata      | Komentarz |
| ----------------- | ----- | -- | --------------------- | ----------- | ---- | ------------------ | --------- |
| 1                 | 4     | 84 | Hugh Hamilton         | MG          | 19   | 4h33:29,0          |           |
| 2                 | 5     | 88 | Bobby Kohlrausch      | BMW         | 19   | +0:12:30,2         |           |
| Niesklasyfikowani |       |    |                       |             |      |                    |           |
|                   |       | 82 | Walter Bäumer         | Austin      | 16   | Przednia oś        |           |
|                   |       | 78 | Hugo Urban-Emmerich   | MG          | 9    | Awaria mechaniczna |           |
|                   |       | 86 | Fritz Hedderich       | BMW         | 8    | Tłok               |           |
|                   |       | 76 | Gerhard Macher        | DKW         | 2    | Tłok               |           |
|                   |       | 80 | Marquis de Belleroche | Austin      | 1    | Przednia oś        |           |
| P                 | + / – | Nr | Kierowca              | Konstruktor | Okr. | Czas / Strata      | Komentarz |

#### Najszybsze okrążenie
Źródło: teamdan.com
| Nr | Kierowca      | Konstruktor | Czas    | Okr. |
| -- | ------------- | ----------- | ------- | ---- |
| 84 | Hugh Hamilton | MG          | 13:29,0 |      |